# Нижня Боца
Нижня Боца (словац. Nižná Boca) — село, громада округу Ліптовський Мікулаш, Жилінський край, регіон Ліптов. Кадастрова площа громади — 25,17 км².
Населення 167 осіб (станом на 31 грудня 2018 року).

## Історія
Нижня Боца згадується 1350 року.

## Географія
Протікає річка Хопковиця

## Населення
| Рік:            | 1994. | 2004.   | 2014.   | 2024.   |
| --------------- | ----- | ------- | ------- | ------- |
| Кількість осіб: | 189   | 178     | 164     | 155     |
| Різниця:        |       | -5,82 % | -7,86 % | -5,48 % |

| Рік:            | 2023. | 2024.   |
| --------------- | ----- | ------- |
| Кількість осіб: | 158   | 155     |
| Різниця:        |       | -1,89 % |